# Carabinae
Los carabinos (Carabinae) son una subfamilia de coleópteros adéfagos perteneciente a la familia Carabidae. 

## Tribus
Tiene las siguientes tribus:
- Carabini Latreille, 1802
- Cychrini Laporte, 1834